# Les Enfants du Pirée
Les Enfants du Pirée (en grec Τα παιδιά του Πειραιά, /ta.pɛ.'ðja.tu.pi.ɾɛ.ˈa/) est une chanson de Mános Hadjidákis composée pour le film Jamais le dimanche (Jules Dassin 1960). Elle est interprétée pour la première fois par Melina Mercouri. Elle obtient, en 1961, l'Oscar de la meilleure chanson originale. Cette chanson a été reprise par de nombreux artistes dans le monde entier. 

## Interprétation et reprises
- Melina Mercouri en interprète la version originale grecque (1960).
- Dalida (Les Enfants du Pirée), toujours en 1960, l’interprète avec beaucoup de succès : no 1 en Espagne en France et en Belgique[2], no 2 en Italie (I Ragazzi del Pireo) et aux Pays-Bas[3].
- Pink Martini la chanta en version originale sur leur premier album Sympathique.
- Dominique A l'interpréte également sur l'album Auguri.
- Ginette Ravel, au Québec, a interprété et enregistré cette chanson en 1960.
- Patrice et Mario, 1960.
- Rebecca Pan Di-hua, à Hong Kong, en 1960.
- Josep Guardiola, en catalan, sous le titre Els minyons del Pireu, en 1960, sur le disque Jose Guardiola y su orquesta.
- The Chordettes, Connie Francis, Petula Clark ont chanté une version en anglais de cette chanson, sous le titre Never On Sunday, en 1961.
- Le groupe Mikado est également un des interprètes de la version française.
- Lale Andersen a connu de nouveau le succès en RFA en 1960 avec sa version Ein schiff wird kommen....
- Angélique Ionatos, en grec, sur le disque Chansons nomades (1997).
- Luis Mariano,
- Georges Guétary,
- Dario Moreno,
- Gloria Lasso,
- Nana Mouskouri,
- Georges Moustaki (Eddie Salem)
- Caterina Valente.
- Rosemary Standley dans le film Annie colère

## Album
Les Enfants du Pirée, est le nom du septième album de Dalida, sorti en juin 1960.